# Língua triqui de Santo Domingo del Estado
O Triqui de Santo Domingo del Estado é  uma variante da Língua triqui de chicacahuaxtia falada em Santo Domingo del Estado, em San Isidro del Estado no bairro de Chorrito de Água, pertencentes ao município de Putla Villa de Guerrero, Oaxaca, México.

Línguas Mixtecas

É falada também em outros locais do México como Oaxaca, Sonora, Baixa California, Cidade do México, México (estado), Puebla, Morelos, Veracruz e Califórnia